# The Flying Burrito Bros
| Recensione                        | Giudizio   |
| --------------------------------- | ---------- |
| AllMusic                          | [ 2 ]      |
| Robert Christgau                  | C+         |
| The New Rolling Stone Album Guide | [ 4 ]      |
| Sputnikmusic                      | 3.2 (Good) |
| Dizionario del Pop-Rock           | [ 6 ]      |
| 24.000 dischi                     | [ 7 ]      |

The Flying Burrito Bros. è il terzo album dei The Flying Burrito Brothers, pubblicato dalla A&M Records nel giugno del 1971. Il disco fu registrato al Record Plant di Hollywood, California (Stati Uniti). Il fondatore del gruppo, Gram Parsons, fu sostituito da Rick Roberts.

## Tracce

### LP
Lato A
1. White Line Fever – 3:15 (Merle Haggard)
2. Colorado – 4:50 (Chris Hillman, Rick Roberts)
3. Hand to Mouth – 3:43 (Chris Hillman, Rick Roberts)
4. Tried so Hard – 3:08 (Gene Clark)
5. Just Can't Be – 4:57 (Chris Hillman, Rick Roberts)

Lato B
1. To Ramona – 3:37 (Bob Dylan)
2. Four Days of Rain – 3:38 (Rick Roberts)
3. Can't You Hear Me Calling – 2:21 (Chris Hillman, Rick Roberts)
4. All Alone – 3:32 (Chris Hillman, Rick Roberts)
5. Why Are You Crying – 3:04 (Rick Roberts)

## Formazione
- Bernie Leadon - chitarra elettrica solista, chitarra acustica, banjo
- Pete Kleinow - chitarra pedal steel
- Rick Roberts - chitarra ritmica
- Chris Ethridge - tastiera
- Chris Hillman - basso
- Mike Clarke - batteria

Ospiti
- Earl Ball - pianoforte (brani: White Line Fever e Hand to Mouth)
- Mike Deazy - chitarra (brano: To Ramona)
- Bob Gibson - chitarra acustica a dodici corde (brano: Hand to Mouth)[1][10]

Note aggiuntive
- Jim Dickson e Bob Hughes - produttori
- Registrazioni effettuate al Record Plant di Hollywood, California
- Bob Hughes e Lillian Douma - ingegneri delle registrazioni
- Roland Young - art direction copertina album originale
- Chuck Beeson - design copertina album originale
- Jim McCrary - foto copertina fronte album originale
- Al Kramer - foto retrocopertina album originale[11]